# Bo Hammarström
Bo Fritiof Hammarström, född 6 juli 1932 i Skövde, död 11 juni 1994 i Köpmannebro, var en svensk arkitekt.
Hammarström, som var son till major Fritiof Hammarström och Senta Hörberg, avlade studentexamen i Växjö 1951, utexaminerades från Kungliga Tekniska högskolan 1958 och studerade även vid Kungliga Konsthögskolan. Han var anställd hos arkitekt Nils Tesch i Stockholm 1955–1961, tjänstgjorde på institutionen för husbyggnadslära vid Kungliga Tekniska högskolan från 1958 samt var arkitekt vid Harry Eglers stadsplanebyrå och bedrev egen arkitektverksamhet från 1961 (under en period tillsammans med arkitekten Lennart Olsson, född 1934). År 1967 flyttade han till Karlstad. Hammarström tjänstgjorde senare som stadsarkitekt i Forshaga, Munkfors och Grums köpingar samt Eda och Nors landskommuner och var chefsarkitekt vid K-konsult.